# Ekonomika Japonska
Japonská ekonomika je dle nominálního HDP třetí největší na světě, čtvrtá největší dle parity kupní síly a druhá největší vyspělá ekonomika. Podle mezinárodního měnového fondu bylo HDP na obyvatele 36 899 $ – 22. místo v roce 2013. Japonsko je také členem skupiny G7. Prognóza japonské ekonomiky se dělá podle čtvrtletního průzkumu Tankan, který provádí japonská centrální banka. Nikkei 225 představuje měsíční zprávu nejvyšších akcií z "modrého žetonu". Vzhledem k nestálému kurzu měny japonské HDP měřené v dolarech široce kolísá.

## Přehled ekonomiky Japonska
Ve třech desetiletích hospodářského rozvoje po roce 1960 došlo k rychlému hospodářskému růstu označovanému jako japonský poválečný hospodářský zázrak. Díky pokynů ministerstva hospodářství, obchodu a průmyslu, s průměrnou mírou růstu 10% v 60. letech, 5% v 70. letech a 4% v 80. letech, se Japonsko dokázalo dostat a udržet se, jako  druhá největší ekonomika na světě od roku 1978 do roku 2010. V roce 2010 ji překonala Čínská lidová republika. Už v roce 1990 se příjem na obyvatele v Japonsku rovnal nebo překonal příjem ve většině západních zemí.
Během druhé poloviny 80. let vytvořily rostoucí ceny akcií a nemovitostí ekonomickou bublinu. Ekonomická bublina náhle skončila, protože tokijská burza propadla v letech 1990–92 a ceny nemovitostí vyvrcholily v roce 1991. Růst v Japonsku během 90. let byl o 1,5% pomalejší než celosvětový růst, což vedlo k názvu tohoto období Ztracené desetiletí. Po dalším desetiletí s nízkým tempem růstu se termín stal Ztracené dvacetiletí. V růstu HDP na obyvatele od roku 2001 do roku 2010 se přesto podařilo předstihnout Evropu a Spojené státy.
S touto nízkou mírou růstu se japonský státní dluh rozšířil kvůli značným výdajům na sociální péči ve stárnoucí společnosti se zmenšujícím se daňovým základem. Scénář „Opuštěných domovů“ se nyní šíří z venkovských oblastí do městských oblastí v Japonsku.
Hornatá sopečná ostrovní země Japonsko má nedostatečné přírodní zdroje na podporu své rostoucí ekonomiky a velké populace, a proto vyváží zboží, ve kterém má komparativní výhodu, jako jsou průmyslové strojírenské výrobky. Výzkum a vývoj hotových výrobků  výměnou za dovoz surovin a ropy. Japonsko je mezi třemi nejvýznamnějšími dovozci zemědělských produktů na světě vedle Evropské unie a Spojených států v celkovém objemu pro pokrytí vlastní domácí zemědělské spotřeby. Japonsko je největším světovým dovozcem ryb a produktů rybolovu. Tokio Metropolitan Central Wholesale Market je největší velkoobchodní trh primárních produktů v Japonsku, včetně proslulého rybího trhu Tsukiji.
Ačkoli se po celé zemi těžilo mnoho druhů minerálů, většina nerostných surovin se musela dovážet v poválečné době. Místní kovová ložiska bylo obtížné zpracovat, protože nejsou moc kvalitní. Velké a rozmanité lesní zdroje národa, které na konci 80. let pokrývaly 70 procent země, nebyly příliš využívány. Kvůli politickým rozhodnutím na místní, prefekturní a národní úrovni se Japonsko rozhodlo nevyužívat své lesní zdroje pro ekonomický zisk. Domácí zdroje zásobovaly pouze 25 až 30 procent potřeb dřeva v zemi. Zemědělství a rybolov byly nejlépe rozvinutými zdroji, ale pouze díky letech pečlivých investic a námahy. Národ proto vybudoval výrobní a zpracovatelský průmysl, aby přeměnil suroviny dovážené ze zahraničí na hotové výrobky. Tato strategie hospodářského rozvoje vyžadovala vybudování silné ekonomické infrastruktury, která by poskytovala potřebnou energii, dopravu, komunikace a technologické know-how.
Zásoby zlata, hořčíku a stříbra splňují současné průmyslové požadavky, ale Japonsko je závislé na zahraničních zdrojích mnoha minerálů nezbytných pro moderní průmysl. Je nutné dovážet železnou rudu, měď, bauxit a hliník a také mnoho lesních produktů.
Ve srovnání s jinými průmyslovými ekonomikami se Japonsko vyznačuje nízkou úrovní vývozu v poměru k velikosti svého HDP. V období 1970–2018 bylo Japonsko buď nejméně nebo druhou nejméně exportně závislou ekonomikou v G7 a jednou z nejméně exportně závislých ekonomik na světě. Rovněž byla jednou z ekonomik nejméně závislých na obchodu v období 1970–2018.
Japonsko přijímá výjimečně nízkou úroveň zahraničních investic. Její příliv přímých zahraničních investic byl zdaleka nejmenší v G7 od roku 2018 a méně než u mnohem menších ekonomik, jako je Rakousko, Polsko a Švédsko. V poměru k HDP je jeho poměr příchozích PZI pravděpodobně nejnižší na světě.
Japonsko zaostává za ostatními vyspělými zeměmi v produktivitě práce. Od roku 1970 do roku 2018 mělo Japonsko trvale nejnižší produktivitu práce v G7.

## Historie

### První kontakt s Evropou (16. stol)
Japonsko bylo považováno za zemi bohatou na drahé kovy. To bylo způsobeno hlavně zprávami Marca Pola o pozlacených chrámech a palácích, ale také relativně velkými povrchovými ložisky rud, která jsou charakteristická pro sopečnou zemi. Japonsko se stalo hlavním vývozcem stříbra, mědi a zlata do doby, než byl vývoz těchto minerálů zakázán.
Renesanční Japonsko bylo vnímáno jako sofistikovaná feudální společnost s rozvinutou kulturou a silnou předindustriální technologií. Bylo hustě osídlené a urbanizované. Zdálo se, že přední evropští pozorovatelé té doby souhlasili s tím, že Japonci „vynikají nejen všemi ostatními orientálními národy, ale předčí i Evropany“
Raní evropští návštěvníci byli ohromeni kvalitou japonského řemesla a kovářství. Vyplývá to z toho, že samotné Japonsko je poměrně bohaté na přírodní zdroje běžně se vyskytující v Evropě, zejména na železo.
Náklad prvních portugalských lodí (obvykle každý rok asi 4 lodě menší velikosti), které dorazily do Japonska, sestával téměř výhradně z čínského zboží (hedvábí, porcelán). Japonci se na získání takového zboží velmi těšili, ale jako trest za pirátské nájezdy Wo-kchou jim byl zakázán jakýkoli kontakt s čínským císařem. Portugalci (kterým se říkalo Nanban, v překladu "Jižní barbaři") proto využili příležitosti a zapojili se do asijského obchodu jako prostředníci.

### Období Edo (1603–1868)
Začátek období Edo se překrývá s posledními desetiletími období obchodu v Nanbanu, během nichž došlo k intenzivní interakci s evropskými mocnostmi v ekonomické a náboženské rovině. Na začátku období Edo Japonsko postavilo své první zaoceánské válečné lodě západního stylu, jako byla San Juan Bautista, 500 tunová galeona, na které se plavili japonští velvyslanci v čele s Cunenagou Hasekurou do Ameriky a následně do Evropy. Během tohoto období také vypravil Tokugawský šogunát kolem 350 lodí s červenou pečetí, třístěžňových, ozbrojených obchodních lodí pro vnitroasijský obchod. Japonští dobrodruzi, například Yamada Nagamasa, působili v celé Asii.
Za účelem vymýcení vlivu christianizace vstoupilo Japonsko do období ekonomické izolace zvaného sakoku, během něhož se jeho ekonomika těšila stabilitě a mírnému pokroku. Ale nedlouho poté, v padesátých letech 16. století, se značně zvýšila výroba japonského exportního porcelánu. To když občanská válka vyřadila na několik desetiletí z provozu čínské centrum výroby porcelánu v Ťing-te-čenu. Po zbytek 17. století byla většina porcelánu vyráběného v zemi určena k exportu. Po obnovení čínské konkurence ve 40. letech 18. století obchod upadal, a znovu se obnovil až po otevření Japonska v polovině 19. století.
Období Edo bylo časem hospodářského rozvoje, zahrnujícího urbanizaci, zvýšenou přepravu komodit, výraznou expanzi domácího a zpočátku i zahraničního obchodu a šíření obchodu a řemesel. Řemesla vzkvétala spolu s bankovními zařízeními a obchodními asociacemi. Orgány han stále častěji dohlížely na rostoucí zemědělskou produkci a šíření venkovských řemesel.
V polovině osmnáctého století měl Edo populaci více než 1 milion a Osaka a Kjóto každý více než 400 000 obyvatel. Vyrostlo také mnoho dalších hradních měst. Osaka a Kjóto se staly rušnými obchodními a řemeslnými výrobními centry, zatímco Edo byl centrem dodávek potravin a základního městského spotřebního zboží.
Rýže byla základnou ekonomiky, protože daimjó vybíral daně od rolníků ve formě rýže. Daně byly vysoké, asi 40% sklizně. Rýže se prodávala na trhu fudasashi v Edu. Aby získal daimjó peníze, používal forwardové smlouvy k prodeji rýže, která ještě nebyla ani sklizena. Tyto kontrakty byly podobné modernímu obchodování s futures.
Během tohoto období Japonsko postupně studovalo západní vědy a techniky (tzv. rangaku, doslova „nizozemské studie“) prostřednictvím informací a knih získaných od nizozemských obchodníků v Dedžimě. Mezi hlavní oblasti, které byly studovány, patřila geografie, medicína, přírodní vědy, astronomie, umění, jazyky, fyzikální vědy, jako je studium elektrických jevů, a mechanické vědy, což dokládá vývoj japonských hodin wadokei, inspirovaných západními technikami.

### Období před válkou (1868–1945)
Od poloviny 19. století, po obnovách Meidži, se země otevřela západnímu obchodu a vlivu a Japonsko prošlo dvěma obdobími hospodářského rozvoje. První období začalo v roce 1868 a trvalo až do druhé světové války; druhé začalo v roce 1945 a pokračovalo až do poloviny 80. let.
Ekonomický vývoj v předválečném období začal „politikou bohatého státu a silné armády“ vlády Meidži. Během období Meijdži (1868–1912) byl představen nový vzdělávací systém pro všechny mladé lidi podobný tomu západnímu. Tisíce studentů bylo vysíláno do Spojených států a Evropy a Japonsko najalo více než 3 000 lidí ze Západu, aby zde učili moderní vědy, matematiku, technologii, a cizí jazyky. Vláda také postavila železnice, vylepšila silnici a zahájila program pozemkové reformy, aby připravila zemi pro další rozvoj.
Kvůli podpoře industrializace vláda rozhodla, že i když by měla soukromému podnikání pomoci alokovat zdroje a plánovat, soukromý sektor je nejlépe vybaven ke stimulaci hospodářského růstu. Největší úlohou vlády bylo pomoci zajistit dobré ekonomické podmínky pro podnikání. Stručně řečeno, vláda měla být průvodcem a obchod producentem. Na počátku období Meidži vláda vybudovala továrny a loděnice, které byly prodány podnikatelům za zlomek reálné hodnoty. Mnoho z těchto podniků rychle rostlo do větších konglomerátů. Vláda se stala hlavním propagátorem soukromého podnikání a přijala řadu zákonů pomáhajících obchodu.
V polovině 30. let byly japonské nominální mzdové sazby „10krát nižší“ než v USA (na základě směnných kurzů z poloviny 30. let), přičemž se odhaduje, že cenová hladina byla přibližně 44% v porovnání s americkými.

### Poválečné období

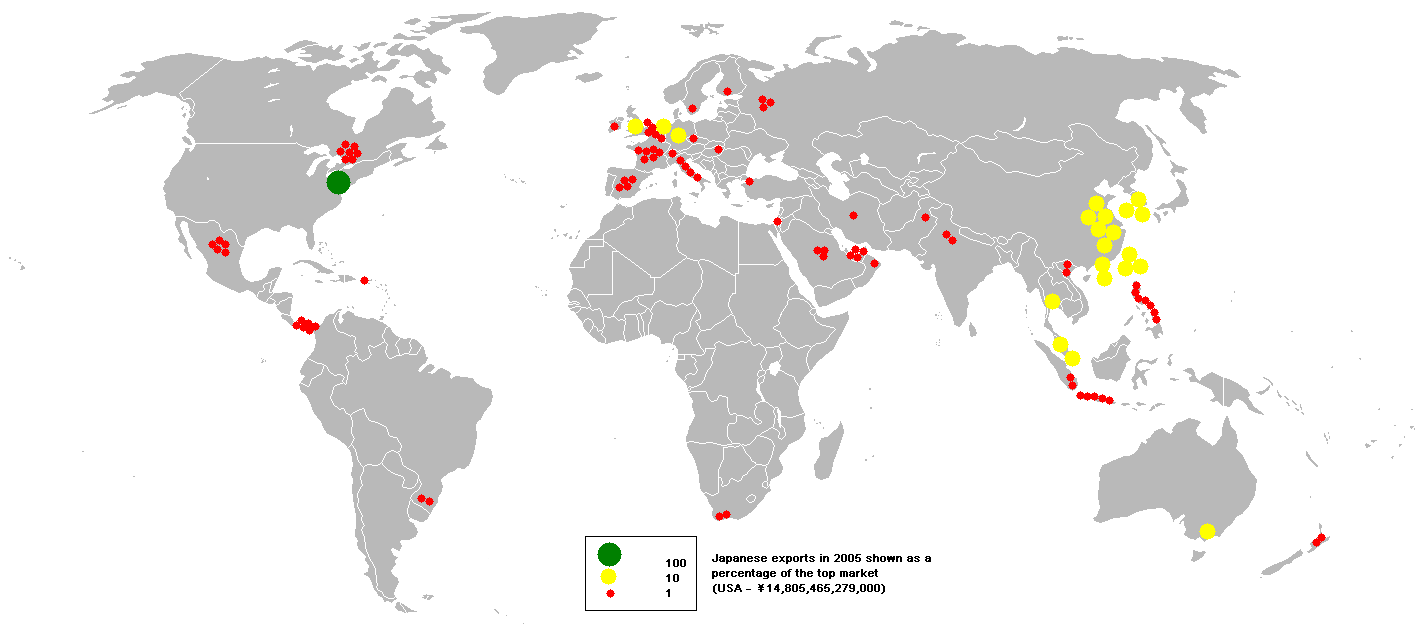
Janponský vývoz v roce 2005

Od 60. do 80. let byl reálný ekonomický růst extrémně vysoký: průměrně 10% v 60. letech, 5% v 70. letech a 4% v 80. letech. Na konci uvedeného období se Japonsko stalo ekonomikou s vysokými mzdami.
Růst se na konci 90. let po zhroucení japonské cenové bubliny výrazně zpomalil, což se nazývá také ztracená dekáda. V důsledku toho mělo Japonsko obrovské rozpočtové deficity (k japonskému finančnímu systému byli přidány biliony jenů) k financování rozsáhlých veřejných prací.
Do roku 1998 japonské projekty veřejných prací nedokázaly stimulovat poptávku natolik, aby ukončily ekonomickou stagnaci. Japonská vláda ze zoufalství podstoupila strukturální reformu, jejímž cílem bylo vymýtit spekulativní excesy z akciových a realitních trhů. To bohužel v letech 1999 až 2004 vedlo k několikerým deflacím. Japonská centrální banka použila kvantitativního uvolňování k rozšíření peněžní zásoby země, aby zvýšila očekávání inflace a podpořila ekonomický růst. Zpočátku tato politika nevyvolala žádnou změnu, ale nakonec začala ovlivňovat inflační očekávání. Koncem roku 2005 byla ekonomika konečně oživena. Růst HDP v uvedeném roce činil 2,8%, přičemž anualizovaná expanze ve čtvrtém čtvrtletí činila 5,5%, čímž překonal tempo růstu USA a Evropské unie ve stejném období. Na rozdíl od předchozích trendů oživení byla dominantním faktorem růstu domácí spotřeba.
Navzdory tomu, že se výše úrokových sazeb dlouhou dobu blížila k nule, se strategií kvantitativního uvolňování nepodařilo zastavit cenovou deflaci. To vedlo některé ekonomy, jako je Paul Krugman, a některé japonské politiky k prosazování vytváření vyšších inflačních očekávání. V červenci 2006 byla politika nulové sazby ukončena. V roce 2008 měla japonská centrální banka stále nejnižší úrokové sazby v rozvinutém světě, ale deflace stále nebyla eliminována a Nikkei 225 klesl přibližně o 50% (od června 2007 do prosince 2008). Dne 5. dubna 2013 však Japonská centrální banka oznámila, že nakoupí dluhopisy a cenné papíry ve výši 60–70 bilionů jenů, ve snaze eliminovat deflaci zdvojnásobením nabídky peněz v Japonsku v průběhu dvou let. Trhy po celém světě reagovaly na aktuální proaktivní politiku vlády pozitivně a Nikkei 225 od listopadu 2012 stoupl o více než 42%. Týdeník The Economist navrhl, že vylepšení zákona o bankrotu, zákona o převodu pozemků a daňových zákonů by mohlo podpořit japonskou ekonomiku. V posledních letech bylo Japonsko nejvýznamnějším exportním trhem pro téměř 15 obchodujících zemí po celém světě.
V prosinci 2018 byla schválena dohoda o volném obchodu mezi Japonskem a Evropskou unií. Vytváří největší zónu volného obchodu na světě v hodnotě 1/3 globálního hrubého domácího produktu. To snižuje cla na japonská auta o 10%, na sýry o 30% a o 10% na vína a otevírá trhy služeb.
V lednu 2020 předseda vlády Šinzó Abe oznámil, že japonská pandemie koronavirů, která si vynutila také národní stav nouze, způsobila národu nejhorší hospodářskou krizi od konce druhé světové války. Jun Saito z Japonského střediska pro ekonomický výzkum uvedl, že pandemie přinesla „poslední ránu“ dlouhodobě rozvíjející se japonské ekonomice, která rovněž v roce 2018 obnovila pomalý růst.
Méně než čtvrtina Japonců očekává, že se životní podmínky v příštích desetiletích zlepší.
23. října 2020 Japonsko a Spojené království formálně podepsaly první dohodu o volném obchodu po brexitu, která posílí obchod přibližně o 15,2 miliardy GBP. Umožňuje bezcelní obchod na 99% vývozu do Japonska. 

## Infrastruktura

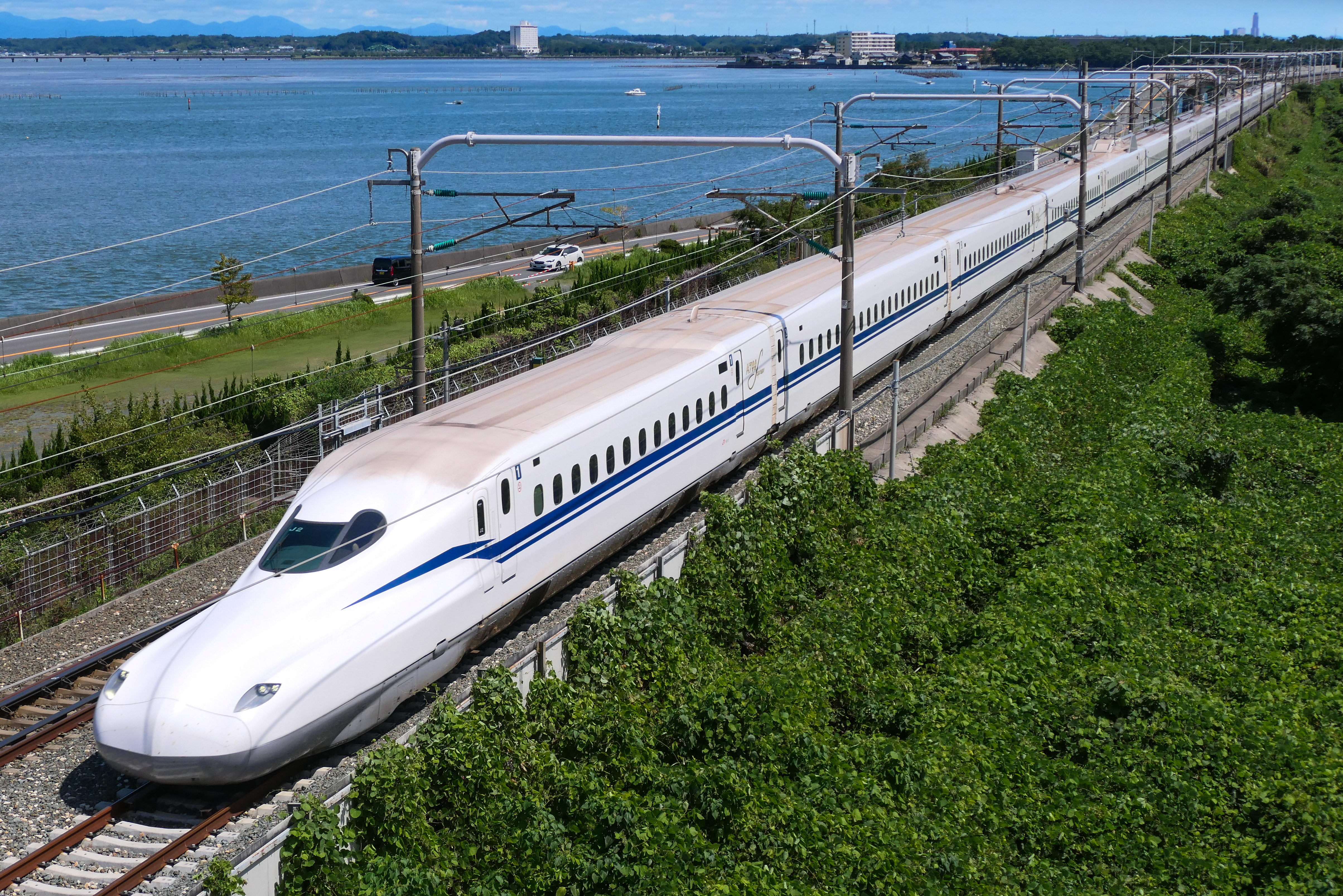
Šinkansen série N700S

V roce 2018 se Japonsko umístilo na 5. místě v indexu logistické výkonnosti Světové banky a na 2. místě v kategorii infrastruktury.
V roce 2005 byla polovina japonské energie vyrobena z ropy, pětina z uhlí a 14% ze zemního plynu. Jaderná energie v Japonsku vyrobila čtvrtinu produkce elektřiny, ale kvůli jaderné katastrofě ve Fukušima Daiiči byla velká touha ukončit japonský program jaderné energie.  V září 2013 Japonsko uzavřelo svých posledních 50 jaderných elektráren na celostátní úrovni, což způsobilo, že národ byl bez jaderné energie. Země se od té doby rozhodla restartovat několik svých jaderných reaktorů.
Japonské výdaje na silnice se považují za velké. 1,2 milionu kilometrů pevných silnic je jedním z hlavních dopravních prostředků. Jednotná síť rychlostních, rozdělených a omezených silnic s omezeným přístupem spojuje velká města. Silnice jsou provozovány s mýtnými branami. Nové a ojeté vozy jsou levné a japonská vláda povzbudila lidi k nákupu hybridních vozidel. Poplatky za vlastnictví automobilu a poplatky za pohonné hmoty se používají na podporu energetické účinnosti.
Železniční doprava je v Japonsku hlavním dopravním prostředkem. Desítky japonských železničních společností soutěží na regionálních a místních trzích osobní dopravy; například 6 podniků JR pro cestující, Kintetsu Railway, Seibu Railway a Keio Corporation. Strategie těchto podniků často obsahují nemovitosti nebo obchodní domy vedle stanic a mnoho hlavních stanic má v blízkosti hlavní obchodní domy. Japonská města Fukuoka, Kobe, Kjóto, Nagoja, Osaka, Sapporo, Sendai, Tokio a Jokohama mají sítě metra. Asi 250 vysokorychlostních vlaků Šinkansen spojuje velká města. Všechny vlaky jsou známé přesností a u některých vlakových spojů lze zpoždění 90 sekund považovat za velké.
V Japonsku je celkově 175 letišť a létání je populární způsob cestování. Největší vnitrostátní letiště je mezinárodní letiště v Tokiu, je to druhé nejrušnější letiště v Asii. Největšími mezinárodními branami jsou mezinárodní letiště Narita (oblast Tokio), mezinárodní letiště Kansai (oblast Osaka / Kobe / Kjóto) a mezinárodní letiště Chūbu Centrair (oblast Nagoja). Mezi největší přístavy v Japonsku patří přístav Nagoja, přístav Jokohama, přístav Tokio a přístav Kobe.
Asi 84% japonské energie se dováží z jiných zemí. Japonsko je největším světovým dovozcem zkapalněného zemního plynu, druhým největším dovozcem uhlí a třetím největším dovozcem čisté ropy. Vzhledem ke své silné závislosti na dovážené energii se Japonsko snažilo diverzifikovat své zdroje. Od ropných šoků v 70. letech snížilo Japonsko závislost na ropě jako zdroji energie ze 77,4% v roce 1973 na přibližně 43,7% v roce 2010 a zvýšilo závislost na zemním plynu a jaderné energii. Mezi další důležité zdroje energie patří uhlí. Vodní energie je největším japonským obnovitelným zdrojem energie. Japonský solární trh také v současné době vzkvétá.  Petrolej se hojně používá k vytápění domácností v přenosných ohřívačích, zejména dále na severu. Mnoho taxi společností jezdí s auty na zemní plyn na zkapalněný zemní plyn. Nedávným úspěchem směrem k nižší spotřebě paliva bylo zavedení sériově vyráběných hybridních vozidel . Předseda vlády Šinzó Abe, který pracoval na hospodářském oživení Japonska, podepsal se Saúdskou Arábií a SAE smlouvu o rostoucích cenách ropy, která zajistí stabilní dodávky Japonska z tohoto regionu.

## Sektory

### Zemědělství

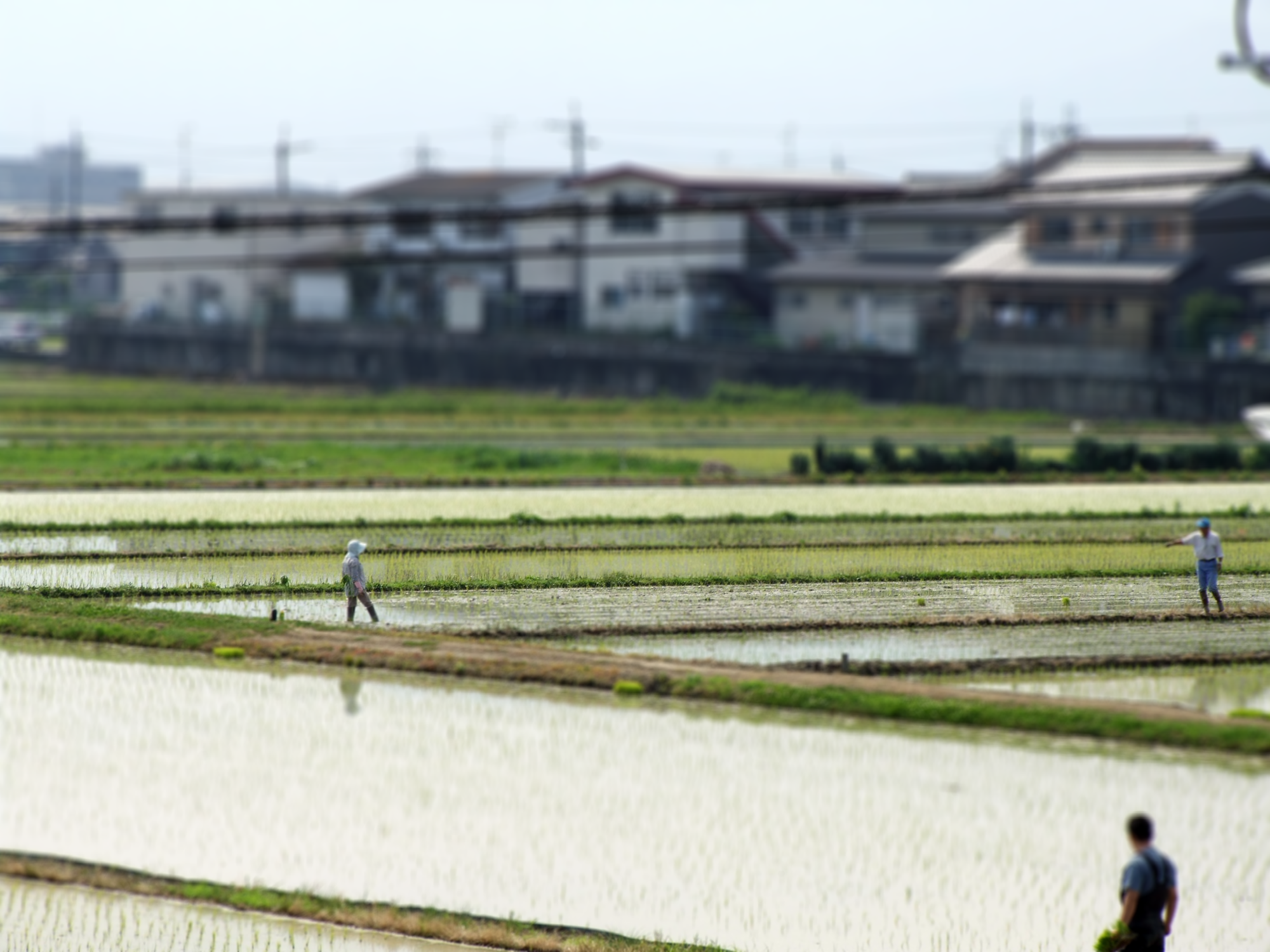
Rýže je v Japonsku velmi důležitou plodinou, zde rýžové pole v prefektuře Nara.

Zemědělství v Japonsku představuje přibližně 1,1% (2017) celkového HDP země. Pouze 12% japonské půdy je vhodné k pěstování. Kvůli tomuto nedostatku orné půdy se k hospodaření na malých plochách používá systém teras. Výsledkem je jedna z nejvyšších úrovní výnosu plodin na jednotku plochy na světě s celkovou mírou soběstačnosti v zemědělství asi 50% na méně než 56 000 km2 (14 milionů akrů) obdělávané půdy.
Japonské zemědělství je také vysoce dotované a chráněné, přičemž vládní nařízení upřednostňují pěstování v malém měřítku namísto velkého zemědělství. Ohledně zemědělství také v současné době vznikají obavy, protože zemědělci stárnou a je obtížné najít jejich nástupce.
Téměř veškerou japonskou produkci obilovin tvoří rýže. Japonsko je druhým největším dovozcem zemědělských produktů na světě. Rýže, nejvíce chráněná plodina, podléhá celním sazbám 777,7%.
Ačkoli je Japonsko obvykle soběstačné co do produkce rýže a pšenice, 50% ostatních obilnin a pícnin je importováno. Stejně tak je dovážena polovina spotřebovaného masa. Japonsko dováží velké množství pšenice a sóji.  Japonsko je pátým největším trhem pro vývoz zemědělských produktů z EU.

### Rybolov

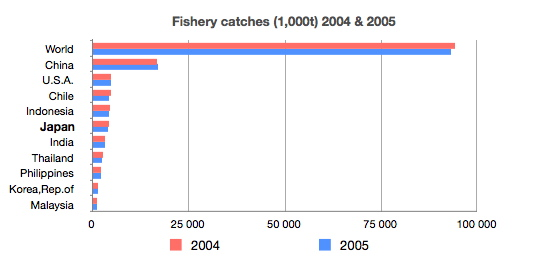
Rybolov v Japonsku na grafu celosvětového rybolovu

Rybářský průmysl v Japonsku byl těžce zasažen radiační kontaminací v důsledku jaderné katastrofy ve Fukušimě v roce 2011. Navzdory tvrzením vlády záření z jaderné katastrofy v roce 2011 nezmizelo. Namísto dekontaminace vody a půdy poblíž jaderné elektrárny Japonsko odčerpalo jaderný odpad z elektrárny přímo do oceánu. Od roku 2011 Japonsko vyvezlo do oceánu 1,2 milionu litrů (320 000 galonů) radioaktivního odpadu. Od roku 2011 Japonsko drasticky snížilo domácí spotřebu mořských plodů a uchýlilo se k vývozu kontaminovaných mořských plodů.
V roce 1996 se Japonsko umístilo na čtvrtém místě na světě co do hmotnosti ulovených ryb. ||V roce 2005 bylo v Japonsku uloveno 4 074 580 metrických tun ryb, což je pokles z 4 987 703 tun v roce 2000, 9 558 615 tun v roce 1990, 9 864 422 tun v roce 1980, 8 520 397 tun v roce 1970, 5 583 796 tun v roce 1960 a 2 881 855 tun v roce 1950. V roce 2003 byla celková produkce akvakultury předpovězena na 1 301 437 tun. V roce 2010 činila celková japonská produkce rybolovu 4 762 469 ryb. Na konci 80. let představoval pobřežní rybolov v průměru 50% celkových úlovků ryb v zemi, i když během tohoto období opakovaně narůstaly.
Pobřežní rybolov malými čluny, vlečnými sítěmi nebo pomocí chovu tvoří asi jednu třetinu celkové produkce v tomto odvětví, zatímco pobřežní rybolov středně velkými čluny tvoří více než polovinu celkové produkce. Zbytek tvoří hlubinný rybolov z větších plavidel. Mezi lovené mořské plody patří sardinky, krabi, krevety, lososi, chobotnice, škeble, makrely, pražmy nebo tuňáci. Sladkovodní rybolov, včetně líhní lososů, pstruhů a úhořů a rybích farem tvoří asi 30% japonského rybářského průmyslu. Mezi téměř 300 původích druhů ryb v japonských řekách patří odrůdy sumců, jelenic, sledě a hlaváčů, stejně jako sladkovodní korýši jako kraby a raky. Mořská a sladkovodní akvakultura je součástí hospodářství ve všech 47 prefekturách v Japonsku.
Japonsko udržuje jednu z největších rybářských flotil na světě a produkuje téměř 15% celosvětového úlovku, což vede k obavám, že japonský rybolov bude mít za následek vyčerpání rybích populací. Japonsko také vyvolává kontroverzi podporou kvazi-komerčního lovu velryb.

### Průmysl
Japonská výroba a průmysl je velmi diverzifikovaná a vyskytuje se zde řada vyspělých průmyslových odvětví, která jsou velmi úspěšná. Průmysl představuje 30,1% (2017) národního HDP. Produkce země je třetí nejvyšší na světě.
Průmysl je soustředěn v několika regionech: v regionu Kantó obklopujícím Tokio (průmyslový region Keihin), v regionu Kansai obklopujícím Osaku (průmyslový region Hanshin) a v regionu Tōkai obklopujícím Nagoju (průmyslový region Chūkyō – Tōkai). Mezi další průmyslová centra patří jihozápadní část Honšú a severní Šikoku kolem vnitrozemského moře Seto (průmyslová oblast Setouchi); a severní část Kyūshū (Kitakyūshū). Kromě toho se mezi Tokiem a Fukuokou nachází dlouhý úzký pás průmyslových center zvaný pás Taiheiyo.
Japonsko se těší vysokému technologickému rozvoji v mnoha oblastech, včetně spotřební elektroniky, výroby automobilů, polovodičů, optických vláken, optoelektroniky, optických médií, kopírek a fermentačních procesů v potravinářství a biochemii. Mnoho japonských společností však čelí rivalům ze Spojených států, Jižní Koreje a Číny.

#### Výroba automobilů

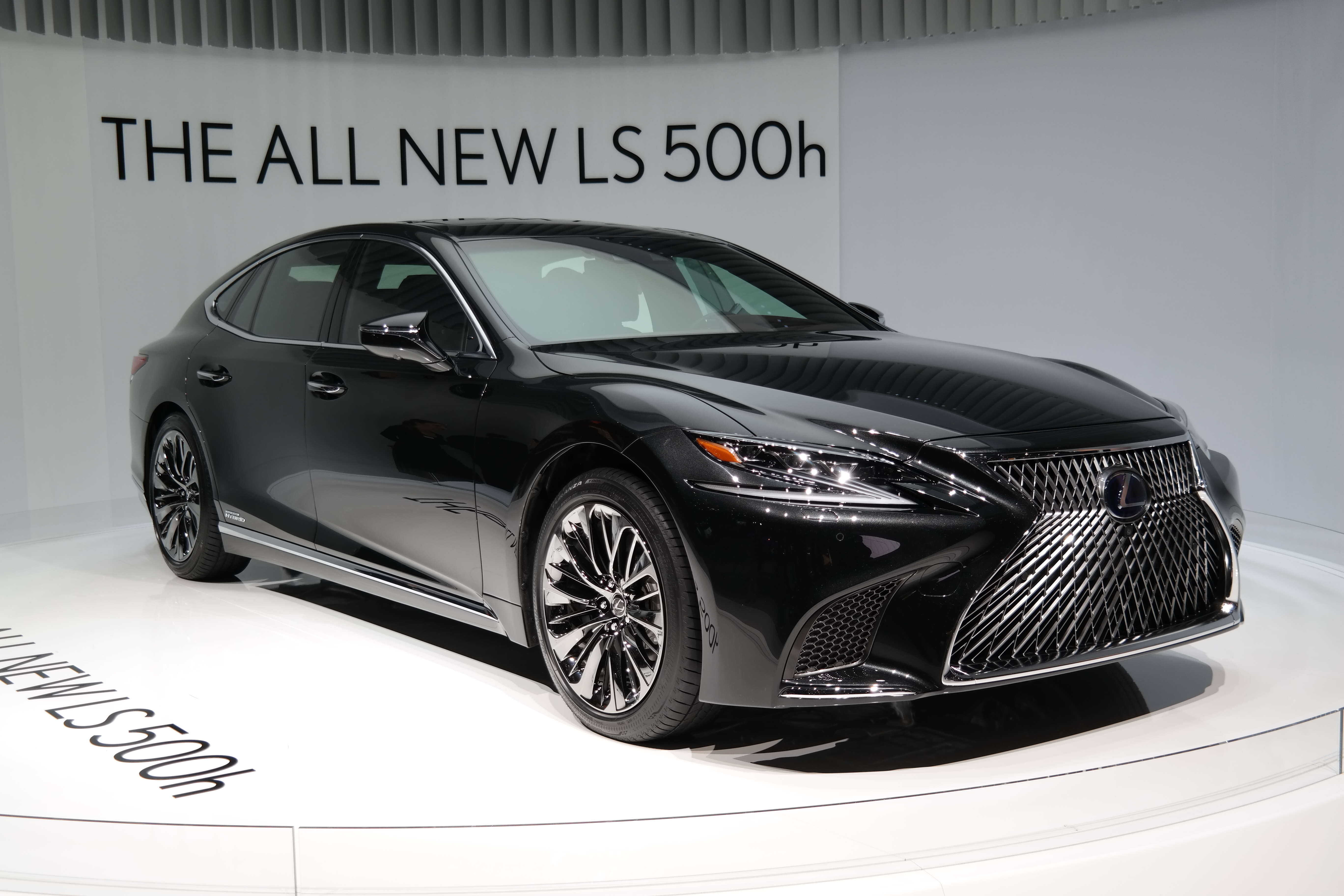
Lexus LS. Rychlý růst a úspěch Lexusu v rámci koncernu Toyota a dalších japonských výrobců automobilů odráží sílu Japonska a globální dominanci v automobilovém průmyslu.

Japonsko je třetím největším výrobcem automobilů na světě. Japonská Toyota je v současnosti největším výrobcem automobilů na světě. Mezi významné výrobce automobilů patří i další japonské firmy jako je Nissan, Honda, Suzuki a Mazda.

### Těžba a ropa
Japonská těžební produkce byla minimální a Japonsko má velmi málo těžebních ložisek. U japonského pobřeží však byla nalezena masivní ložiska vzácných zemin. Ve fiskálním roce 2011 činil domácí výnos ropy 820 tisíc m³, což bylo 0,4 % z celkového objemu zpracování ropy v Japonsku.

### Služby
Japonský sektor služeb představuje 68,7 % (2017) z jeho celkového ekonomického výkonu. Bankovnictví, pojišťovnictví, nemovitosti, maloobchod, doprava a telekomunikace jsou všechna hlavní průmyslová odvětví Japonska, jako jsou Mitsubishi UFJ, Mizuho, NTT, TEPCO, Nomura, Mitsubishi Estate, ÆON, Mitsui Sumitomo, Softbank, JR East, Seven & I, KDDI a Japan Airlines se považují za jednu z největších společností na světě.Čtyři z pěti nejvíce cirkulujících novin na světě jsou japonské noviny. Vláda Koizumi stanovila společnost Japan Post, jednoho z největších poskytovatelů spořicích a pojišťovacích služeb v zemi pro privatizaci do roku 2015. Šest hlavních keiretů jsou skupiny Mitsubishi, Sumitomo, Fuyo, Mitsui, Dai-Ichi Kangyo a Sanwa. Japonsko je domovem 251 společností z Forbes Global 2000.

#### Turismus
V roce 2012 bylo Japonsko pátou nejnavštěvovanější zemí v Asii a Tichomoří s více než 8,3 miliony turistů. V roce 2013 přijalo Japonsko kvůli slabšímu yenu a snazší vízové povinnosti pro země jihozápadní Asie rekordních 11,25 milionu návštěvníků, což bylo více, než předpokládaný vládní cíl 10 milionů návštěvníků. Vláda doufala, že na letní olympijské hry 2020 v Tokiu přiláká 40 milionů návštěvníků. Nakonec kvůli pandemii covidu-19 byl zakázán vstup na veškerá sportoviště. Mezi nejoblíbenější navštěvovaná místa patří oblasti Shinjuku, Ginza, Shibuya a Asakusa v Tokiu, města Osaka, Kobe a Kjóto a také hrad Himeji. Hokkaido je zimní destinací návštěvníků, kde se staví několik lyžařských středisek a luxusních hotelů. Japonská ekonomika je méně závislá na mezinárodním cestovním ruchu než hospodářství ostatních zemí G7 a zemí OECD obecně; od roku 1995 do roku 2014 to byla zdaleka nejméně navštěvovaná země v G7, přestože byla druhou největší zemí ve skupině, a od roku 2013 byla jednou z nejméně navštěvovaných zemí v OECD na obyvatele. V roce 2013 činily příjmy z mezinárodního cestovního ruchu 0,3% japonského HDP, zatímco hodnota činila 1,3% ve Spojených státech a 2,3% ve Francii.